# Sordes (Pterosauria)
Sordes pilosus
Pour les articles homonymes, voir Sordes.
Genre
Espèce
Sordes est un genre fossile de petits ptérosaures du Jurassique supérieur ayant vécu au Kazakhstan. L'espèce type est Sordes pilosus.  

## Historique
Le genre Sordes et l'espèce Sordes pilosus sont décrits en 1971 par le paléontologue russe Aleksandr Grigorevich Sharov (d),,.

### Fossiles
Selon Paleobiology Database en 2025, ce genre Sordes a une seule collection référencée de fossiles. Cette seule collection est de l'Oxfordien du Jurassique supérieur, c'est-à-dire date de 163,5 157.3Ma avant notre ère.

### Répartition
Cette seule collection de fossiles provient d'Aulie près de Michailovka près de Karataou au Kazakhstan.

### Étymologie
Son nom signifie « démon velu ».

### Famille
Il a été attribué à la famille des Rhamphorhynchidae.

## Description

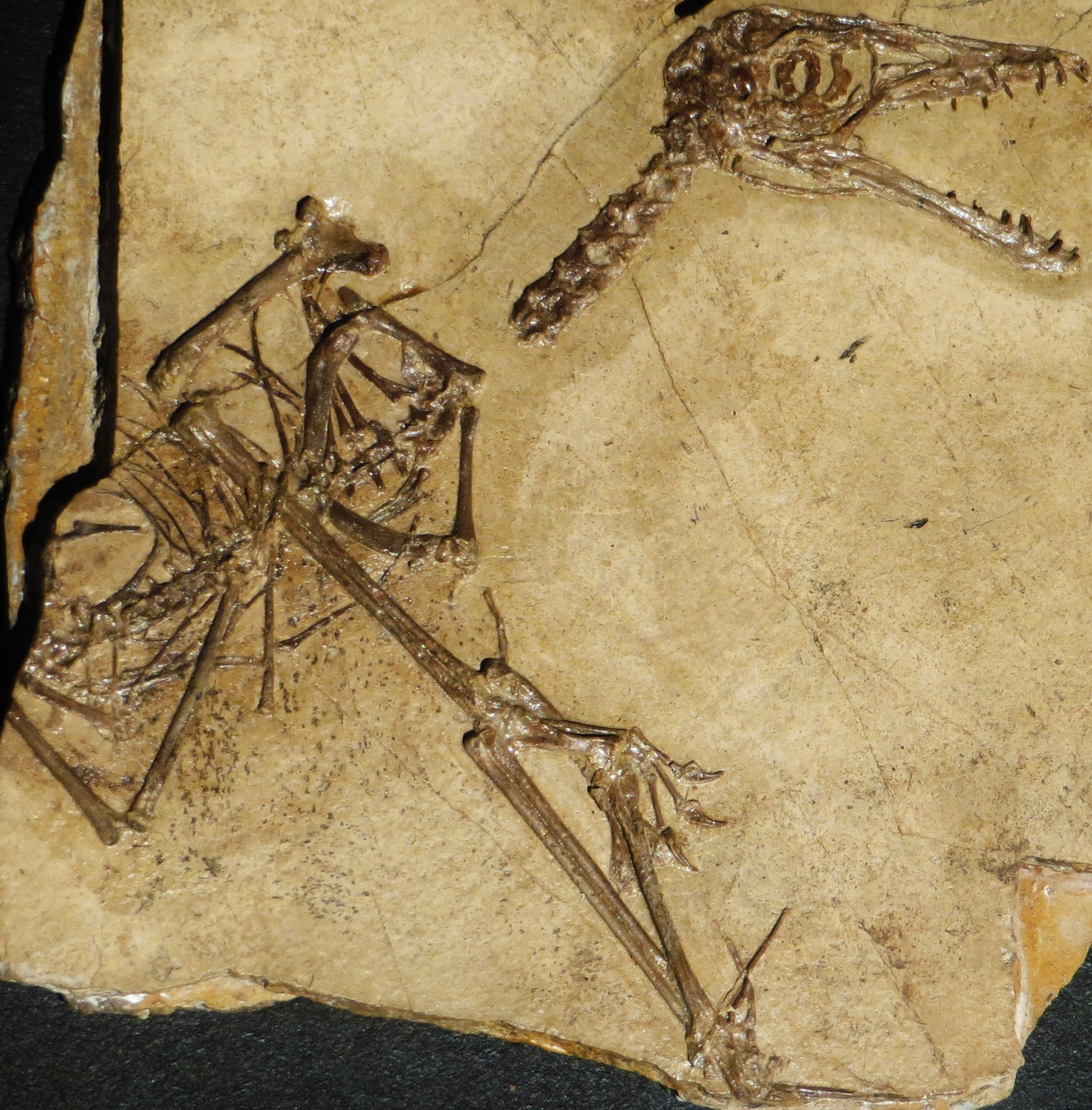
Fossile de Sordes.

Sordes mesurait environ 60 centimètres d'envergure. Les ailes sont relativement courtes. Il avait, selon Sharov et Unwin, les membranes des ailes fixées aux jambes et une membranes entre les jambes se rattachant probablement à la queue. Il possédait un cou court. Il avait une longue queue qui représente plus de la moitié de sa longueur. Sa tête est mince et modérément longue. Son crâne mesure 8 cm. Les squelettes découverts comptaient des parties souples du corps, dont une épaisse fourrure sur la tête, le corps, plus fine sur les ailes, et absente sur la queue.

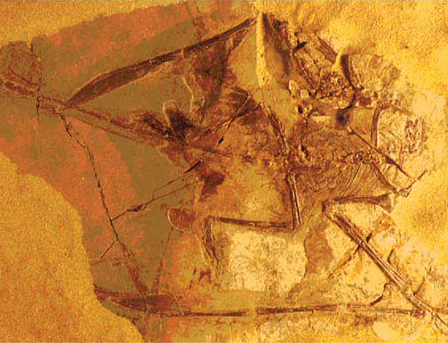
Fossile holotype de Sordes pilosus, montrant les impressions de fourrure.

## Classification
Lors de la description du genre chinois Jianchangopterus en 2011, Lü Junchang et Bo Xue placent Sordes en groupe frère de   Scaphognathus et de Jianchangopterus dans la sous-famille des Scaphognathinae.

## Ptérosaure en philatélie
L'espèce Sordes pilosus a fait l'objet d'au moins deux timbre postaux :
- un en Union Soviétique en 1990
- un au Kazakhstan en 1994

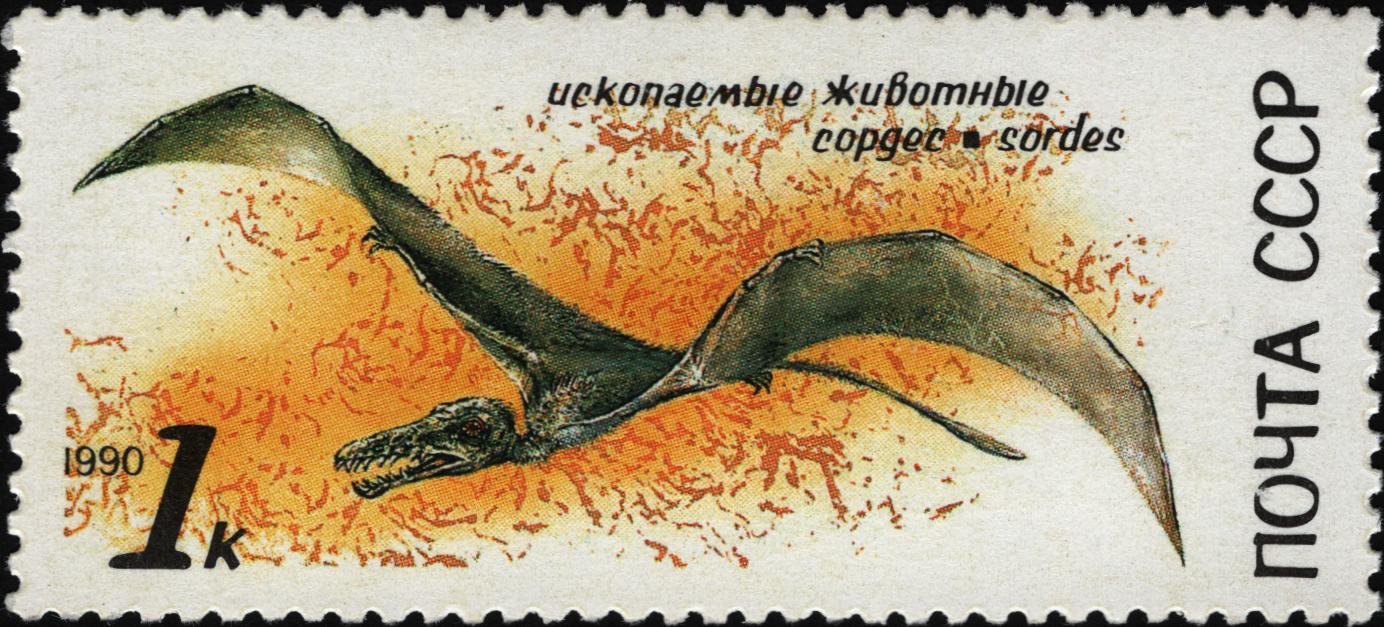
Union Soviétique en 1990
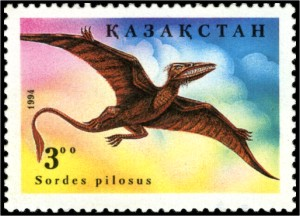
Kazakhstan en 1994

### Publication originale
- [1971] (ru) A. G. Sharov, « Novye letayushche reptilii is Mesosoya Kazachstana i Kirgizii [New Mesozoic flying reptiles from Kazakhstan and Kirgizia] », Trudy Paleontologicheskiya Instituta Akademiy Nauk SSSR, vol. 130,‎ 1971, p. 104-113.